# Robert (rivière)
Pour les articles homonymes, voir Robert.
Le Robert est une rivière des Vosges, en région Grand Est et un affluent de la Gitte, donc un sous-affluent du Rhin par la Moselle et le Madon.

## Géographie
Le Robert prend sa source dans une butte dans la forêt de Circourt, à 345 m d'altitude, elle porte le nom de la source des Saumeurs. Longue de 11,2 kilomètres, la rivière traverse les villages de Circourt, Derbamont, Vaubexy et Bazegney et se jette dans la Gitte près de Racécourt.

## Hydronymie
Roubey (1287), Robay (1303), Robert (1371).